# Maurice Louca
Maurice Louca (* 1982 in Kairo) ist ein ägyptischer Fusionmusiker (Gitarre, Piano, Synthesizer, Electronics, Komposition).

## Leben und Wirken
Louca begann im Alter von zwölf Jahren mit dem Gitarrenspiel und vertiefte sich in die Musik der MTV-Ära sowie in die psychedelische Musik der 1960er Jahre, wie Pink Floyd, Jimi Hendrix und die Doors. Später hörte er auch klassische und zeitgenössische arabische Musik, insbesondere den aus dem Baladi entstandenen Shaabi, sowie Avantgarde und elektronische Musik.
Louca lebt und arbeitet derzeit in Kairo. Er ist Mitbegründer der Bands Bikya, Alif und Dwarves of East Agouza. Aufmerksamkeit erregte er mit seinem zweiten Album unter eigenem Namen, Salute the Parrot, das 2014 bei Nawa Recordings erschien. 2019 folgte bei Sub Rosa das Album Elephantine, auf dem er mit einem 13-köpfigen, international besetzten Ensemble seine eklektischen Kompositionen aufführte und international sehr positive Kritiken erhielt. Mit seiner Elephantine-Band und DJ Marfox trat er im Rahmenprogramm des Deutschen Pavillons bei der 58. Internationalen Kunstausstellung der Biennale Venedig auf. Auch stellte er seine Musik mit dieser Band beim Jazzfest Berlin 2021 vor. 2021 legte er das Album Saet el Hazz (The Luck Hour) vor, an dem u. a. Mazen Kerbaj, Sharif Sehnaoui, Raed Yassin, Anthea Caddy und Khaled Yassine beteiligt waren. Weiterhin ist er auf Alben von Karkhana, Orchestra Omar und Praed Orchestra! zu hören.